# Коверник Валерій Валерійович
Вале́рій Вале́рійович Кове́рник (нар. 13 січня 1995, Переяслав-Хмельницький, Київська область, Україна) — український футболіст, нападник клубу «Суми» .

## Біографія

### Юнацькі роки
Валерій Коверник народився 13 січня 1995 року в місті Переяслав-Хмельницький Київської області. Перший тренер — Олександр Валерійович Варцев. Спочатку молодий гравець грав у нападі. Після закінчення 8 класу 4-ї школи м. Переяслава-Хмельницького поїхав на перегляд до «Княжої» (с. Щасливе). Там гравця пообіцяли взяти до команди, але оскільки Валерій був приїжджий та не отримав місця в гуртожитку, змушений був повернутися додому.
Пізніше відправився на перегляд до молодіжної академії ФК «Іллічівець» (Маріуполь). У той час у Маріуполі проходив дитячо-юнацький турнір у віковій категорії U-15. В одному з поєдинків Валерій вийшов на поле лише на 20 хвилин, але встиг забити 3 м'ячі, після чого він почав виступати у складі маріупольців у ДЮФЛУ. У Маріуполі гравця тренував Олег Кощей, який запропонував Валерію грати не на звичній для нього позиції нападника, а в півзахисті.
Ще на тренувальних зборах молодих «іллічівців» на перспективного гравця звернули увагу скаути донецького «Шахтаря». Паралельно представники донеччан розпочали переговори про перехід молодого гравця до складу «Шахтаря». Остаточне рішення про доцільність переходу до команди з Донецька представники «гірників» прийняли після переможного для «Іллічівця» матчу з молодіжною командою «Металіста», у якому Валерій Коверник відзначився голом. У складі молодіжної академії «Шахтаря» Валерій виступав із 2010 по 2012 рік.

### Доросла кар'єра
У сезоні 2012/13 років розпочав свої виступи в дорослому футболі. Загалом із 2012 по 2015 рік був на контракті в донецькому «Шахтарі», але за першу команду гірників не зіграв жодного матчу. У сезонах 2012/13 та 2013/14 виступав за донецьку команду в першості дублерів, у складі якої зіграв 37 матчів та забив 3 м'ячі. Сезон 2014/15 років провів у фарм-клубі донеччан, друголіговому «Шахтарі-3», у складі якого зіграв 9 матчів.
У 2016 році перейшов до аматорської команди з Івано-Франківської області ФК «Чорнолізці», у складі якої зіграв 12 матчів, у яких забив 12 м'ячів. Удала та результативна гра за аматорів привернула увагу до Валерія клубу з Петрово. Тому вже 2016 року він перейшов до «Інгульця», де почав виступати переважно за фарм-клуби головної команди з Петрово — друголіговий «Інгулець-2» та аматорський «Інгулець-3», за основну команду зігравши лише 1 матч у Кубку.